# Goll
El goll o gotirló (del llatí gutteria struma), és un creixement de la glàndula tiroide que es fa visible, externament, en forma de tumor a la part anterior del coll, just a sota de la laringe. El goll rarament passa quan la glàndula tiroide funciona adequadament. Era dit porcellana quan era un tumor escrofulós en el coll.

## Causes
Mundialment, la causa més freqüent de goll és la deficiència de iode.
En els països que fan servir sal iodada, la tiroïditis de Hashimoto es converteix en la causa més comuna.

## Classificació

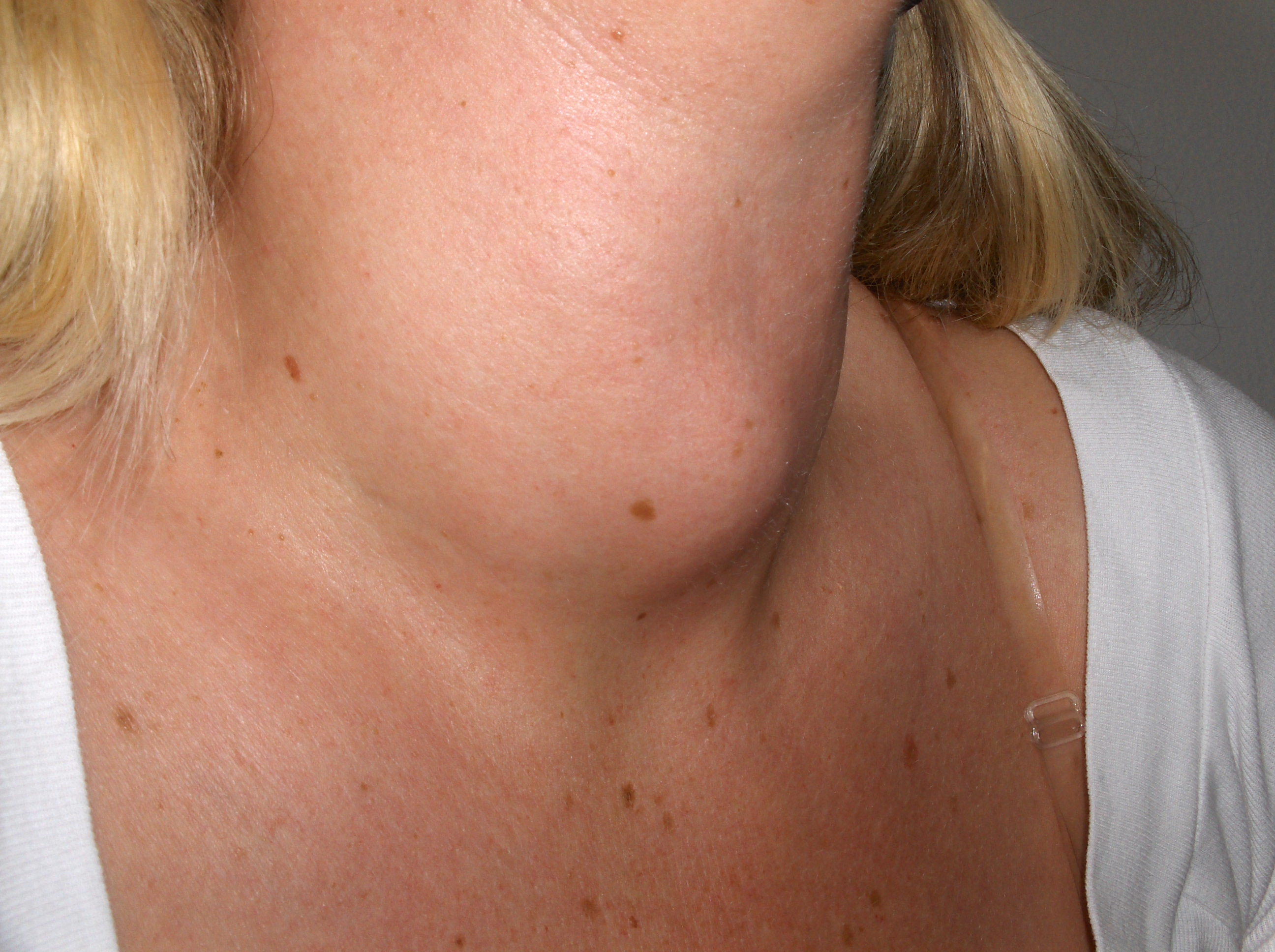
Estruma nodosa (Grau II)

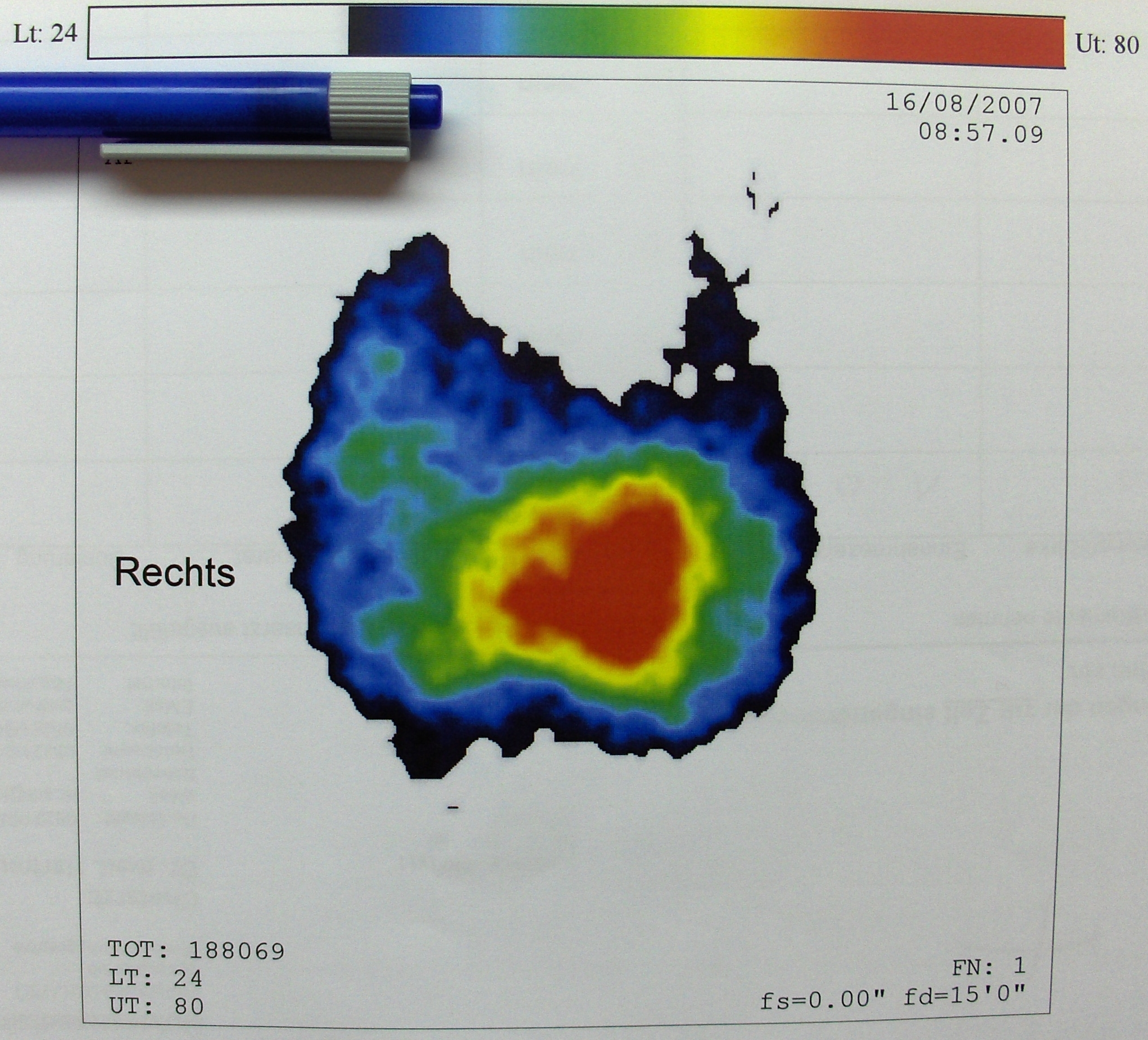
Estruma amb adenoma autònom

El goll pot ser classificat de diverses maneres per la morfologia, aparença, causa i altres característiques.
- No-Tòxic:
  - Simple (estruma difús)
  - Multinodular (estruma nodós)
  - Uninodular (estruma uninodós)
- Tòxic:
  - Difús
  - Tòxic multinodular
  - Nòdul tòxic
- Especial:
  - Càncer
  - Tiroïditis
  - Inflamatori
- Diverses causes:
  - Infecció crònica
  - Actinomicosi
  - Amiloïdosi

Un altre tipus de classificació:
- Classe I - goll de palpació - no es veu en postura normal del cap, només es troba per la palpació.
- Classe II - el goll és palpable i es pot veure fàcilment.
- Classe III- el goll és molt gros.

## Els Golluts
A la Vall de Ribes de Freser hi havia una població sencera que sembla que tenien aquesta malaltia i per això eren anomenats golluts.